# Dąbrowica (powiat goleniowski)
Dąbrowica – wieś w Polsce, położona w województwie zachodniopomorskim, w powiecie goleniowskim, w gminie Maszewo.
W latach 1975–1998 miejscowość administracyjnie należała do województwa szczecińskiego.